# Ipimorpha capreae
Ipimorpha capreae là một loài bướm đêm trong họ Noctuidae.